# Dionizy III (patriarcha Antiochii)
Dionizy III (ur. ?, zm. ?) – w latach 958–961 62. syryjsko-prawosławny Patriarcha Antiochii. 